# Чарльз Краутгаммер
Чарльз Краутгаммер (англ. Charles Krauthammer; 13 березня 1950, Нью-Йорк — 21 червня 2018, Вашингтон) — американський політичний оглядач і журналіст. Публікується у The Washington Post, The Weekly Standard і The New Republic, Time. Член редколегії The National Interest. Працює з Fox News і PBS.
Він розробив і сформував так звану Доктрину Рейгана у 1985. У 1987 він був удостоєний Пулітцерівської премії. У 2004 він отримав Irving Kristol Award від Американського інституту підприємництва.
У 1978 році Краутгаммер приєднався до адміністрації Картера і почав писати свої перші стовпці у The New Republic. Він був головним спічрайтером віце-президента Волтера Мондейла під час президентської кампанії у 1980 році, однак пізніше підтримував Рональда Рейгана.

## Особисте життя
Краутгаммер народився 13 березня 1950 року в Нью-Йорку. Його батько був з України, а його мама була родом з Бельгії. Його брату, Марселю, було 4 роки коли він народився. Дома сім'я спілкувалась французькою. Коли йому було 5, то Краутгаммер переїхав в Монреаль. Під час навчального року вони проживали в Монреалі, але проводили літо в Лонг-Біч, штат Нью-Йорк. Батько і мати були ортодоксальними євреями, тож і він і його брат отримали освіту в єврейській школі. Він навчався в університеті Макгілла в Монреалі, який закінчив в 1970 році з відзнакою першого класу в економіці і в політології. У той час, університет Макгілла був осередком радикальних настроїв, те, що казав Краутгаммер вплинуло на його нелюбов до політичного екстремізму. «Я став дуже гостро усвідомлювати небезпеку, лицемірство і свого роду екстримізм політичних крайнощів . І це очистило мене дуже рано в моїй політичній революції будь-якого романтизму». Пізніше він казав: « Я терпіти не міг крайню ліву сторону та крайню праву, і знайшов себе десь в середині». В наступному році, після закінчення Макгілла, він навчався як стипендіат Співдружності в політичному коледжі в Бейлліол, в Оксфорді, перш ніж повернутись в Сполучені Штани щоб приєднатись в медичну школу в Гарварді.
Краутгаммер отримав травму в нещасному випадку під час дайвінгу протягом свого першого року в медичній школі. Він отримав травми які залишили його паралізованим і через які йому довелось бути госпіталізованим протягом 14 місяців. Він використовував інвалідне крісло з нещасного випадку до свого відновлення. Він залишався з своїм класом в університеті протягом госпіталізації, яка закінчилась в 1975 році. З 1975 по 1978 років Краутхаммер був жителем психіатрії в Головній лікарні Масачусетс, виступаючи головним жителем, в останньому році перебування там. Протягом його часу як головного жителя він зазначив варіант маакальної депресії, що він ідентифікував і назвав «Secondary Mania». Він опублікував свої знахідки в архіви загальної психіатрії. Він також співавтор шляхо-ознайомчого дослідження з епідеміології манії.
У 1978 році Краутхаммер переїхав до Вашингтона, округ Колумбія, щоб керувати плануванням в психіатричних дослідженнях в рамках адміністрації Картера. Він почав впливати на статті про політику в Новій Республіці і, в 1980 році, служив спічрайтером віце-президенту Уолтеру Мондейлу. Він сприяв створенню Діагностичного і статистичного посібника з психічних розладів, в даний час називають DSM-5. У січні 1981 року Краутхаммер приєднався до Нової Республіки і як письменник і як редактор. У 1983 році він почав писати нариси для журналу Time, один з яких приніс йому перше національне визнання за його розвиток, «Доктрина Рейгана».
У 1984 році він був сертифікований в області психіатрії Американською радою з психіатрії та неврології. Його Нова Республіка виграла «Національну премію журналу для есе і критики». Щотижнева колонка, яку він почав писати для The Washington Post в 1985 році принесла йому
Пулітцерівську премію за коментарі в 1987 році . У 1990 році він став учасником публічної дискусії на щотижневому PBS політичного круглого столу Усередині Вашингтона, залишаючись в шоу, поки воно не припинило активність в грудні 2013 року. За останнє десятиліття він був політичним аналітиком та коментатором на Fox News.
У 2013 році Краутхаммером опубліковані речі, які мають сенс: Три десятиліття Страстей, Розваги і Політика, безпосереднього бестселера, який залишився в списку бестселерів New York Times протягом 38 тижнів, 10 тижнів поспіль на першому місці.
У 2006 році Financial Times назвав Краутхаммера найвпливовішим коментатором в Америці, говорять «Краутхаммер впливав на зовнішню політику США протягом більше двох десятиліть». Він придумав і розробив «рейганівську доктрину» в 1985 році, і він визначив роль США як єдиної наддержави в своєму есе «The однополярності», опублікованій незабаром після падіння Берлінської стіни в 1989. Промова Краутхаммера «демократичноий реалізм» в 2004, яка була доставлена в American Enterprise Institute, коли Краутхаммер виграв премію Крістол Ірвінга, викладені основи для вирішення пост-9/11 країн світу, зосередивши увагу на просуванні демократії на Близькому Сході". в 2009 році політичний оглядач Бен Сміт писав, що Краутхаммер «з'явився в епоху Обами як центральний консервативний голос, вид лідера опозиції, який економіст і колумніст Нью-Йорк Таймс Пол Кругман, представленої для покинутих, в роки Буша: когерентна, витончена і непримиренна критика нового президента».
The New York Times оглядач Девід Брукс каже, що сьогодні, «він найважливіший консервативний оглядач». Колишній конгресмен і MSNBC господар Джо Скарборо назвав Краутхаммера «без сумніву, найпотужнішою силою в американському консерватизмі. Він був протягом двох, трьох, чотирьох років.»
Інші нагороди Краутхаммера включають людей для першої поправки премії американського Шляху, Чемпіон премії / Tuck економічного розуміння, перший щорічний Bradley премії та премії Ерік Брейндел за видатні досягнення в публіцистика, щорічної премії, заданої Еріком Breindel Foundat.

### Релігія
Краутгаммер єврей, але «не релігійний». В Jerusalem Post інтерв'ю він розмірковував про те, що він перебував під впливом свого вивчення Маймоніда в McGill з рабином Давидом Гартман, главою Гартмана, інституту Єрусалиму і професора філософії в McGill під час його студентських днів .
Краутхаммер є критиком розумного задуму і написав кілька статей, в 2005 році уподібнюючи це «до роботи вгору креаціонізму». Він також заявив, що «атеїзм є найменш вірогідним з усіх богословських. Я маю на увазі, там є багато диких, але цей, явно працює так попри те, що можливо, є атеїзмом».
Він отримав ряд нагород за його коментарі, пов'язані з релігією, в тому числі премії Першої поправки людей американського шляху для його Нової Республіки есе «Америка найсвятішою війни» в 1985 році, і Хранитель Сіон премії Бар-Ілан університет в 2002 році
Краутгаммер був проти проекту Park51 в Мангеттені за «міркування порядності і поваги до священного. Ніякої комерційної вежі над Геттісбергом, ні монастирем в Освенцімі і без мечеті на Ground Zero. Побудуйте його в будь-якому місці, але там.»

## Зовнішня політика

### Холодна війна
Краутгаммер вперше привернув увагу в середині 1980-х років, коли він вперше використав фразу «Доктрина Рейгана» свого часу в колонці журналу. Фраза була посиланням на американську зовнішню політику підтримки антикомуністичних повстань по всьому світу (перш за все Нікарагуа, Ангола і Афганістан) як відповідь на доктрини Брежнєва і відображала зовнішню політику США, яка виходить за рамками стримування Радянського Союзу, щоб відкотити недавній радянський вплив в країнах третього світу. Політика, яка була активно підтримувана аналітиками зовнішньої політики фонду Heritage та іншими консерваторами, в кінцевому рахунку взяли старші посадові особи національної безпеки і зовнішньої політики Рейгана. Опис Краутхаммера щодо цього, як «Доктрина Рейгана» з тих пір зазнала.
У «Злидні реалізму» (Нова Республіка, 17 лютого, 1986), він розробив основну теорію «, що кінець американської зовнішньої політики є не тільки безпекою Сполучених Штатів, а й те, що Джон Кеннеді назвав» успіх свободи". Це означає, що, по-перше, захищати співтовариство демократичних держав (сховище ліберальної ідеї), а по-друге, стимулювання створення нової ліберальної політики на кордоні, особливо в країнах третього світу". Зовнішня політика, на його думку, повинна бути як «універсальною в прагненні» і «розумною в застосуванні», поєднуючи таким чином американський ідеалізм і реалізм. Протягом наступних 20 років ці ідеї перетворилися в те, що тепер називається «демократичний реалізм.»

### Після холодної війни
У передовій статті закордонних справ під назвою «Однополярний момент» Краутгаммер ввів термін «однополярність», щоб описати світову структуру, що витікала з падінням Радянського Союзу. Традиційна мудрість в кінці 1980-х років було така, що біполярний світ холодної війни поступиться багатополярного світу, в якому США був один з багатьох центрів сили, рівних в Європі, Японії, Китаю та інших. Краутхаммер передбачив, що замість однополярного світу у владу повинні вийти Сполучені Штатів з розривом потужності між самою могутньою державою і другою наймогутнішою державою, що перевищувало б будь-які інші в історії. Він також припустив, що американська гегемонія неминуче буде існувати тільки якийсь історичний «момент», тривалістю не більше трьох або чотирьох десятиліть.
Гегемонія дала Сполученим Штатам здатність і відповідальність діяти в односторонньому порядку, якщо це необхідно, стверджував Краутхаммер. Проте протягом 1990-х років, він був обачним з тим, що влада повинна бути використана. Він відокремився від своїх неоконсервативних колег, які виступають за інтервенціоністську політику «американської величі». Краутхаммер писав, що під час відсутності глобальної екзистенціальної загрози Сполученим Штатам слід триматися осторонь від «чашкових воєн» у провальних державах, і замість того прийняти «сухий порошок» зовнішньої політики про невтручання і готовність.
Краутхаммер був проти чисто «гуманітарної інтервенції» (за винятком відвертого геноциду). У той час як він підтримував війну в Перській затоці в 1991 році на підставі як гуманізму так і стратегічної необхідності (запобігання Садем Хусейн від отримання контролю над Перською затокою і її ресурсів), він виступав проти американської інтервенції в югославських війнах на тій підставі, що Америка не повинна відбирати життя своїх солдатів в чисто гуманітарних місіях, в яких немає ніякого американського національного інтересу на карту.

## Політичні погляди
Мег Грінфілд, редактор редакційних сторінок для The Washington Post, який редагував колонки Краутгаммера протягом 15 років, назвав його щотижневу колонку «незалежно і важко прив'язувати політично. Це дуже жорстка колонка. В ній немає нічого „модного“. Ви ніколи не знаєте, що відбудеться далі». Хендрік Херцберг, також колишній колега Краутгаммера, в той час як вони працювали в Новій Республіці в 1980-х роках, говорить, що, коли вони вперше зустрілися в 1978 році, Краутгаммер був: " на 70 відсотків Мондейл ліберал, на 30 відсотків "Scoop Джексон-демократ ", тобто, безкомпромісний на Ізраїлському, в середині 1980-х років, він був ще «50 на 50: досить ліберальний з економічних і соціальних питань, але повністю неоконсервативний щодо зовнішньої політики.» Герцберг тепер називає Краутгаммера «досить твердим , 90 на 10 республіканець.» Краутгаммер був описаний деякими як консерватор.
Основна монографія Краутхаммера по зовнішній політиці, «Демократичний реалізм: Американська зовнішня політика для однополярного світу» має вирішальне значення, як неоконсервативної доктрини Буша за те, що він занадто експансивний і утопічний, і як зовнішньої політики «реалізму» за те, що вони занадто вузькі і аморальні; замість цього, він пропонує альтернативу, яку він називає «Демократичний реалізм.» У промові 2005 року (пізніше опублікованої в журналі Commentary) він назвав неоконсерватизм «керівною ідеологією, чий час настав.» Він зазначив, що спочатку «батьки неоконсерватизму» були «колишні ліберали або ліві.»
Зовсім недавно, вони приєдналися «реалістами, недавно пограбованими реальністю», такі як Кондоліза Райс, Річард Чейні і Джордж W Буш, який "дав ваги неоконсерватизму, що робить його більш різноманітним і, з огляду на минулий досвід новоприбулих, більш зрілим ". У «Гаффе Чарлі Гібсона» в The Washington Post 13 вересня 2008 року, Краутхаммер детально зупинився на мінливих значеннях доктрини Буша в світлі допиту Гібсона Республіканської віце-кандидата в президенти Сара Пейлін щодо того, що саме було доктриною Буша, що призвело до критики Пейліна. Краутхаммер стверджує, що фраза спочатку ставилася до «однобічності, яка характеризувала попередньо 9/11 першого року адміністрації Буша», але уточнює "Там немає єдиного сенсу доктрини Буша. Насправді, там було чотири різних значення, кожний після іншого протягом восьми років цієї адміністрації. "

## Вибачення Білого Дому
27 липня 2012 року Краутгаммер написав колонку, в якій було сказано, що президент Барак Обама «почав своє президентство, повернувши в посольство Великої Британії бюст Вінстона Черчілля, який прикрашав Овальний кабінет». У 2010 році куратор Білого дому Вільям Оллмен стверджував, що бюст був взятий у борг президентом Джордж Бушом в прем'єр-міністра Великої Британії Тоні Блера, і «вже повинен був повернутися», як тільки Буш покинув свій пост. Проте, Ден Пфайффер, пізніше директор з комунікацій Обами, назвав вимогу Краутгаммера «завідомо неправдивою» і «смішною», пояснюючи при цьому: «.. Бюст ще в Білому домі. В резиденції. Поза номером договору» Це швидко з'ясувалося, що бюст, про який робив висновки Пфайффер був насправді зовсім іншим бюстом Черчилля, який був даний президенту Ліндону Джонсону десятиліттями раніше. 30 липня Кратугаммер зажадав спростування і вибачень від Білого дому. Спочатку він отримав особисте вибачення, але, на його прохання, вибачення було оприлюднено в Блозі Білого Дому 31 липня. Краутгаммер пізніше сказав, що він був «єдиним об'єктом на землі, крім держав-ізгоїв, що отримав вибачення від Білого дому».
Пфайффер продовжував стверджувати, що повернення бюста був "не те, що Президент Обама чи його адміністрація вирішили зробити",  не кажучи вже про «символ відмови президента Обами, щоб
позволити особливі відносини» -a заряд, що завоював собі значення після того, як чиновник адміністрації The Sunday Telegraph Обами сказав: «Там немає нічого особливого про Велику Британію. Ви такі самі, як і інші 190 країн світу», у 2009 році. Нарешті, в 2016 році Обама розповів, що він вирішив повернути бюст Черчилля, щоб звільнити місце для бюста Мартіна Лютера Кінга, що суперечачи попередній відмові Білого дому, у якій він брав участь, і спростовуючи сучасні новинні повідомлення про те, що Черчілль був замінений на бюст президента Авраама Лінкольна. Обама пояснив своє міркування: «Як перший афро-американський президент, було б доцільно мати бюст доктора Мартіна Лютера Кінга в моєму кабінеті».